# Plémet
Plémet is een gemeente in het Franse departement Côtes-d'Armor in de regio Bretagne en telt 2936 inwoners (1999). De plaats maakt deel uit van het arrondissement Saint-Brieuc.

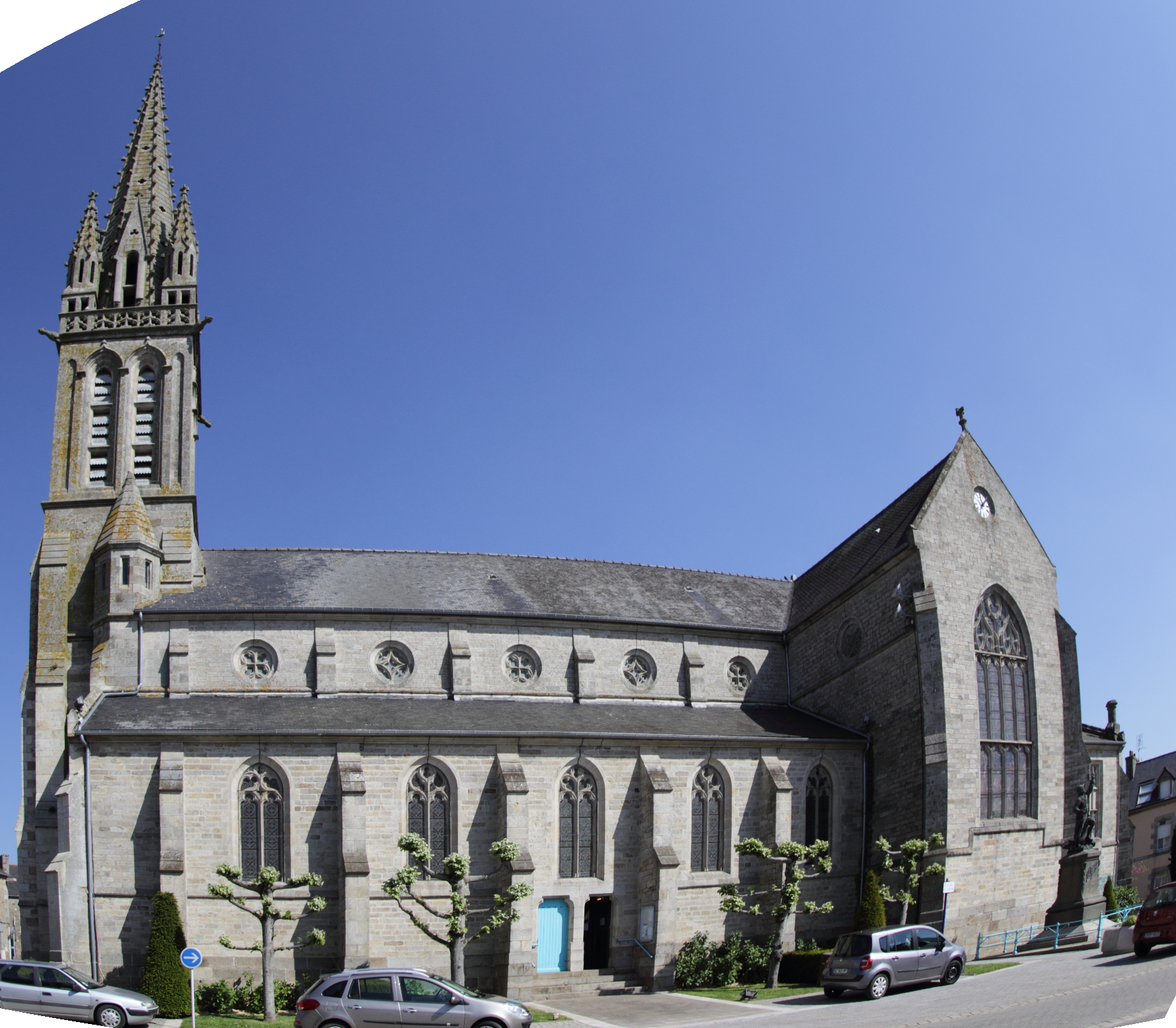
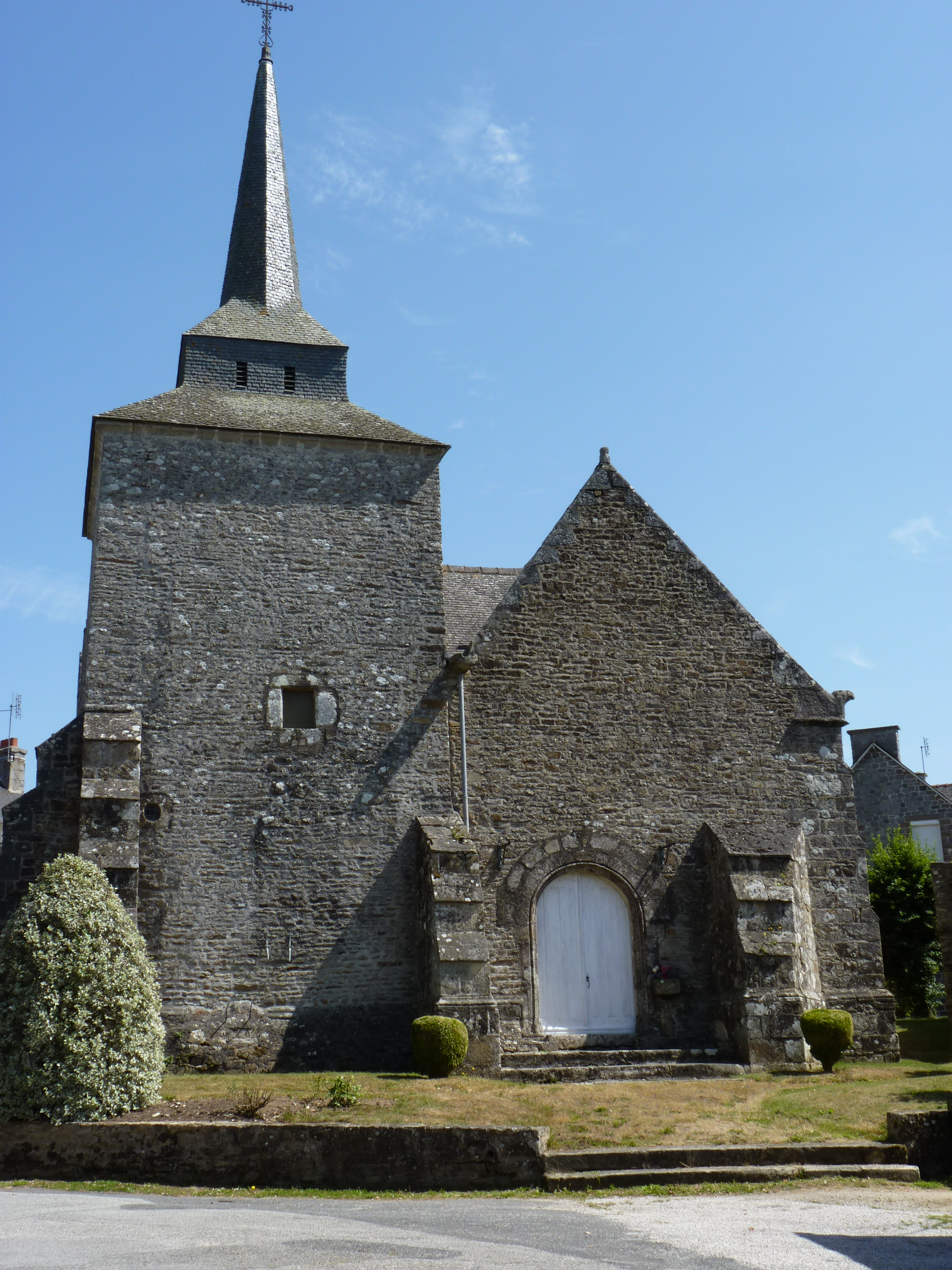
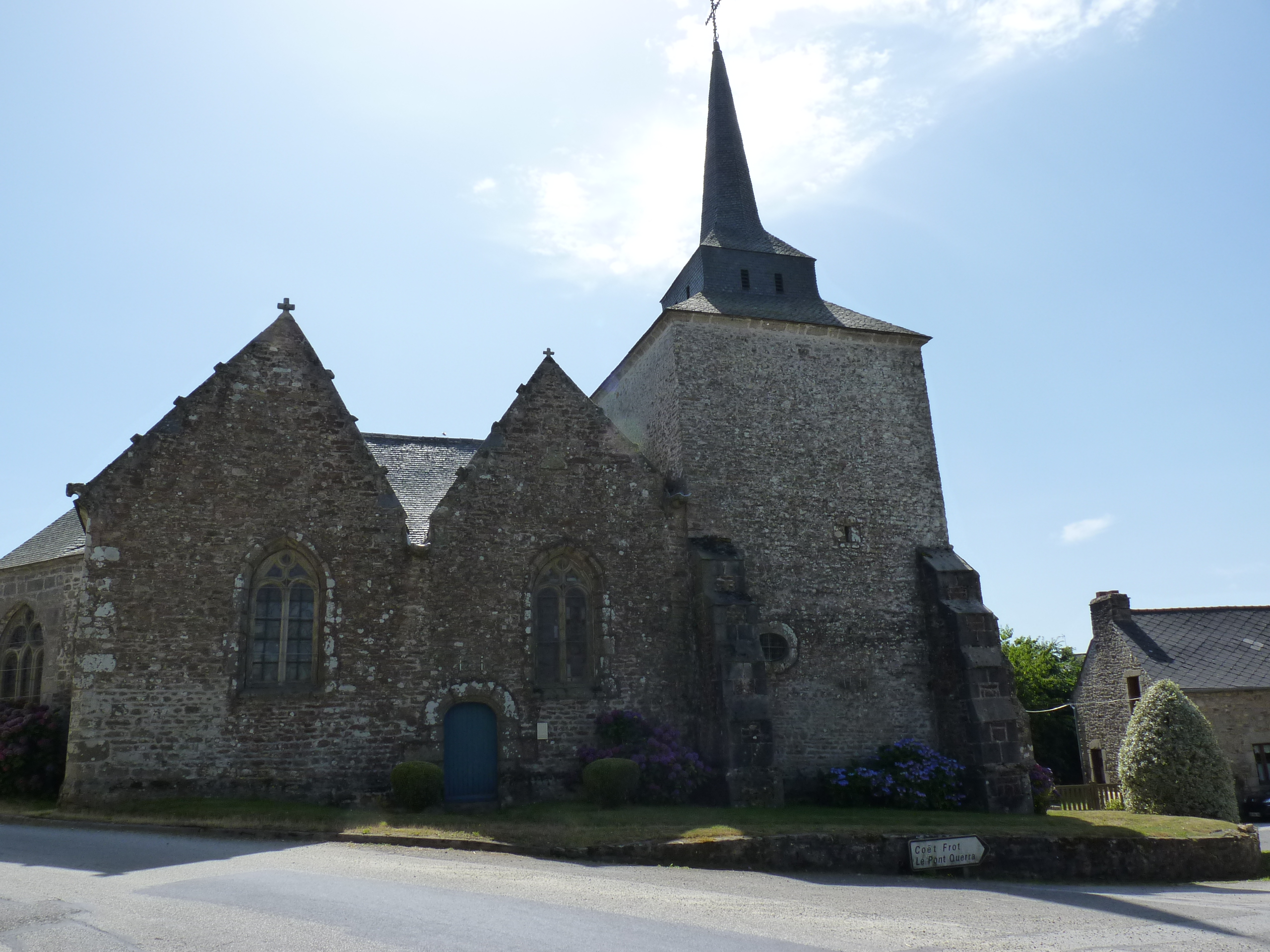
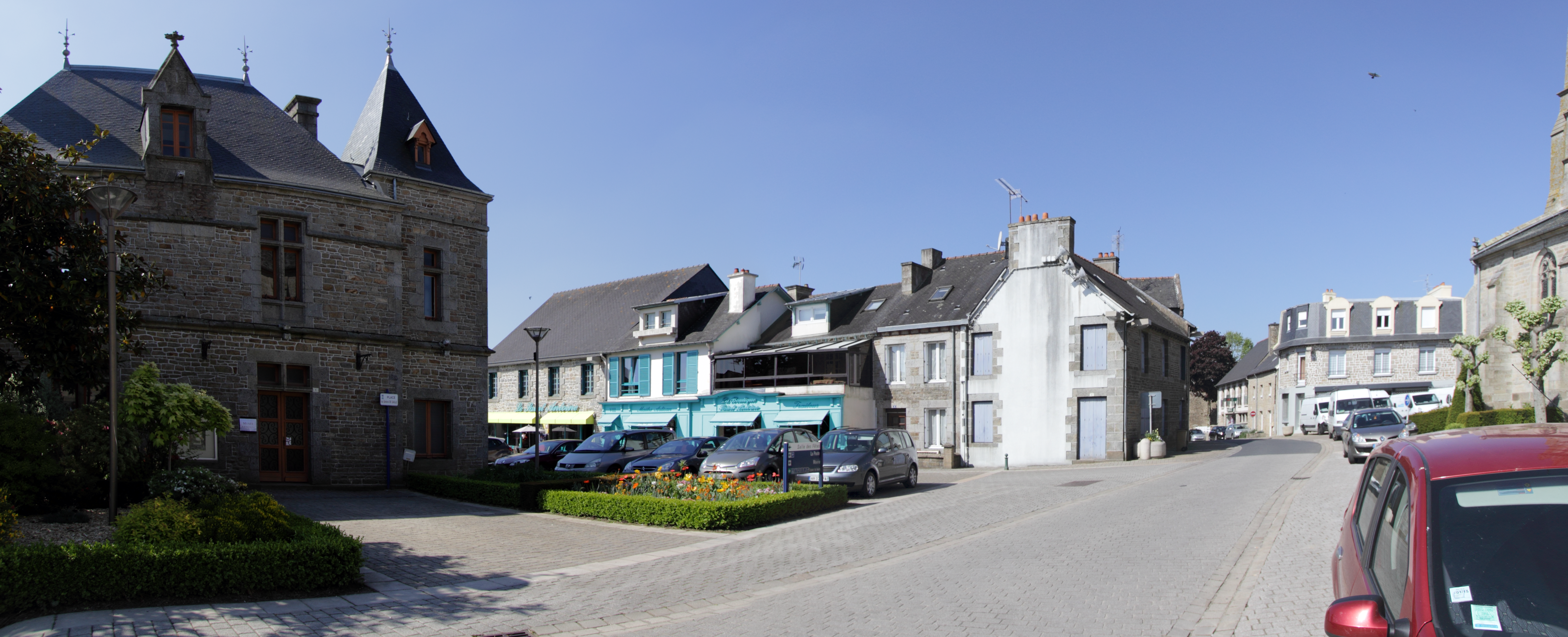
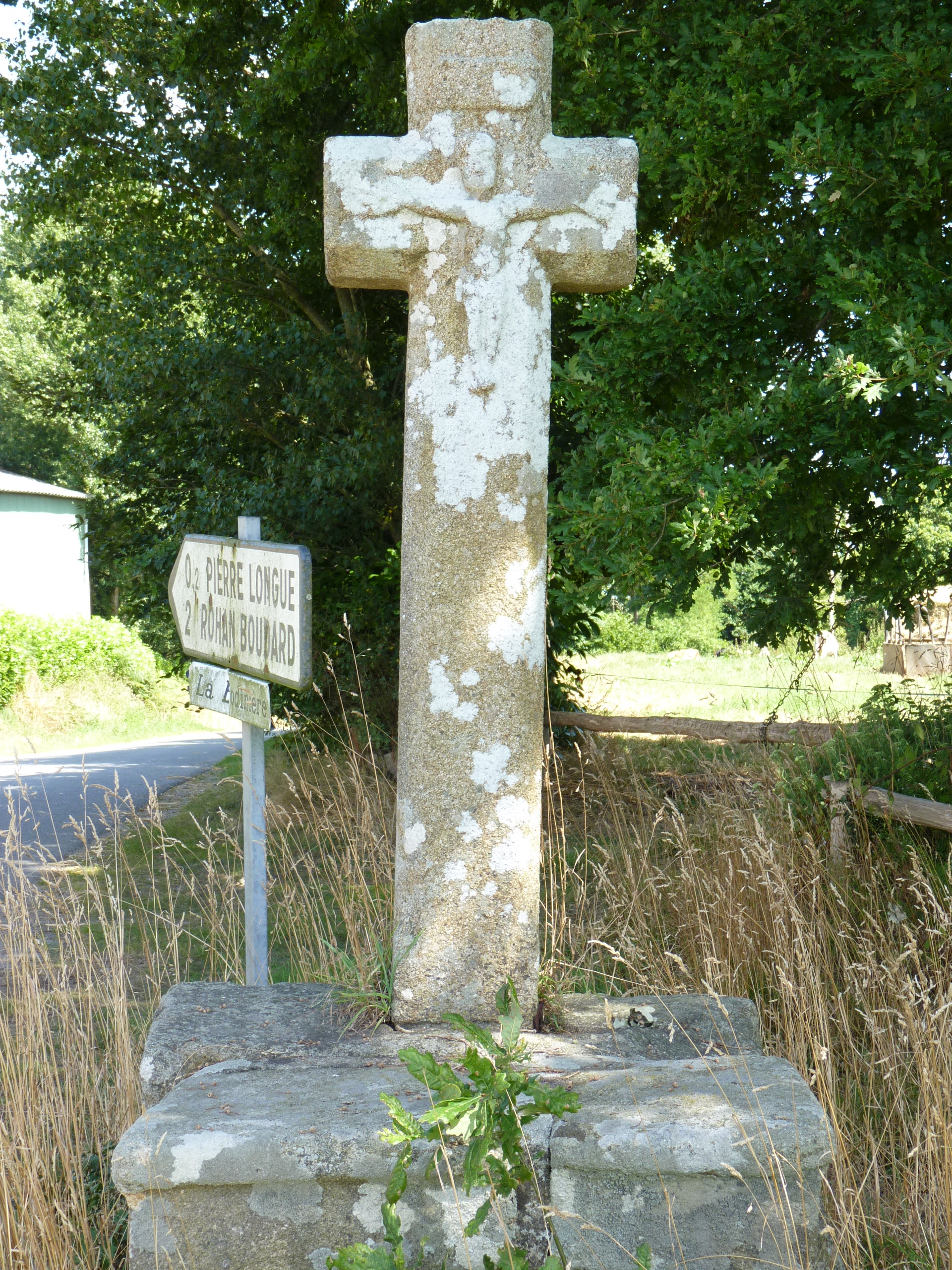
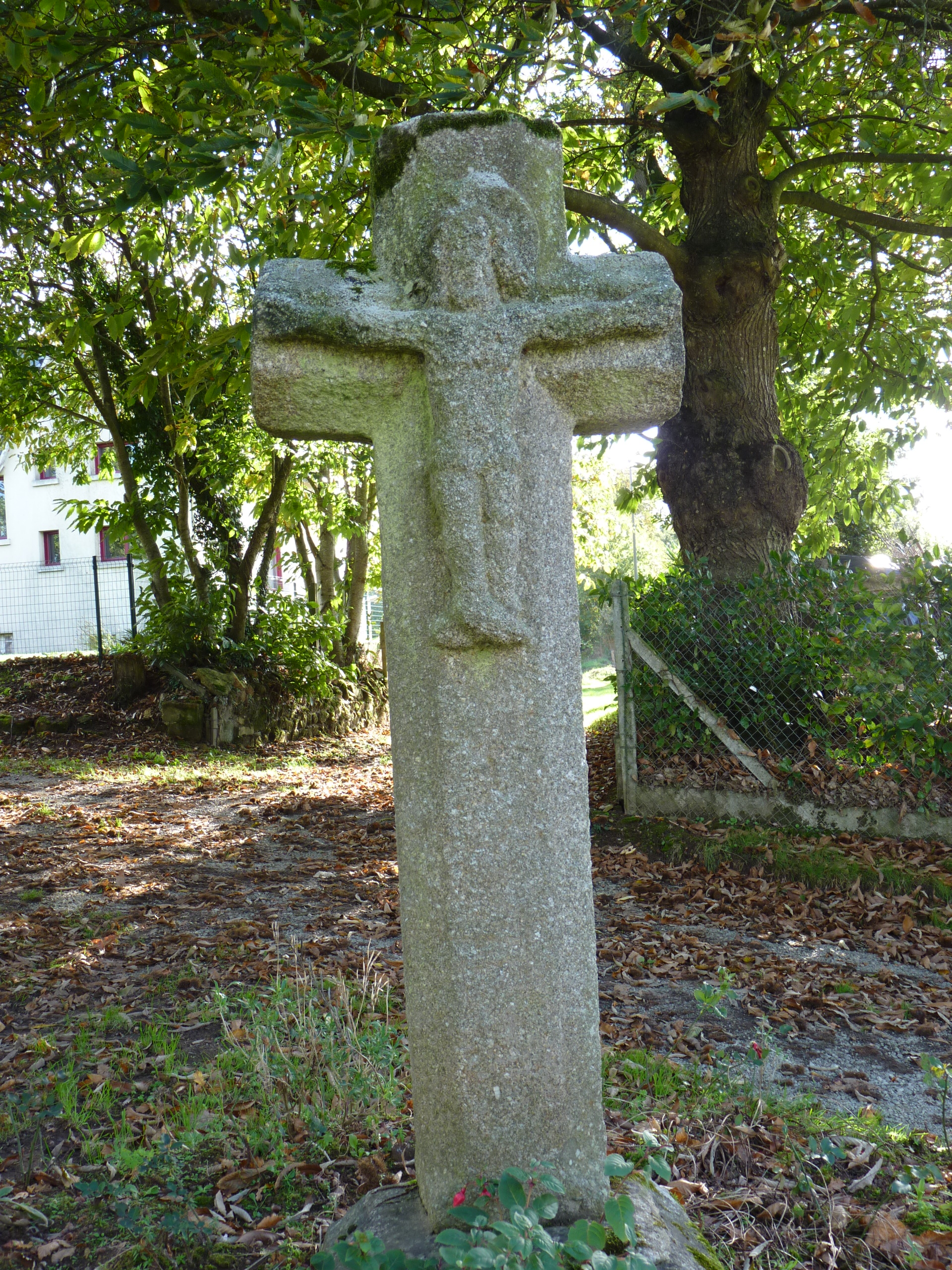
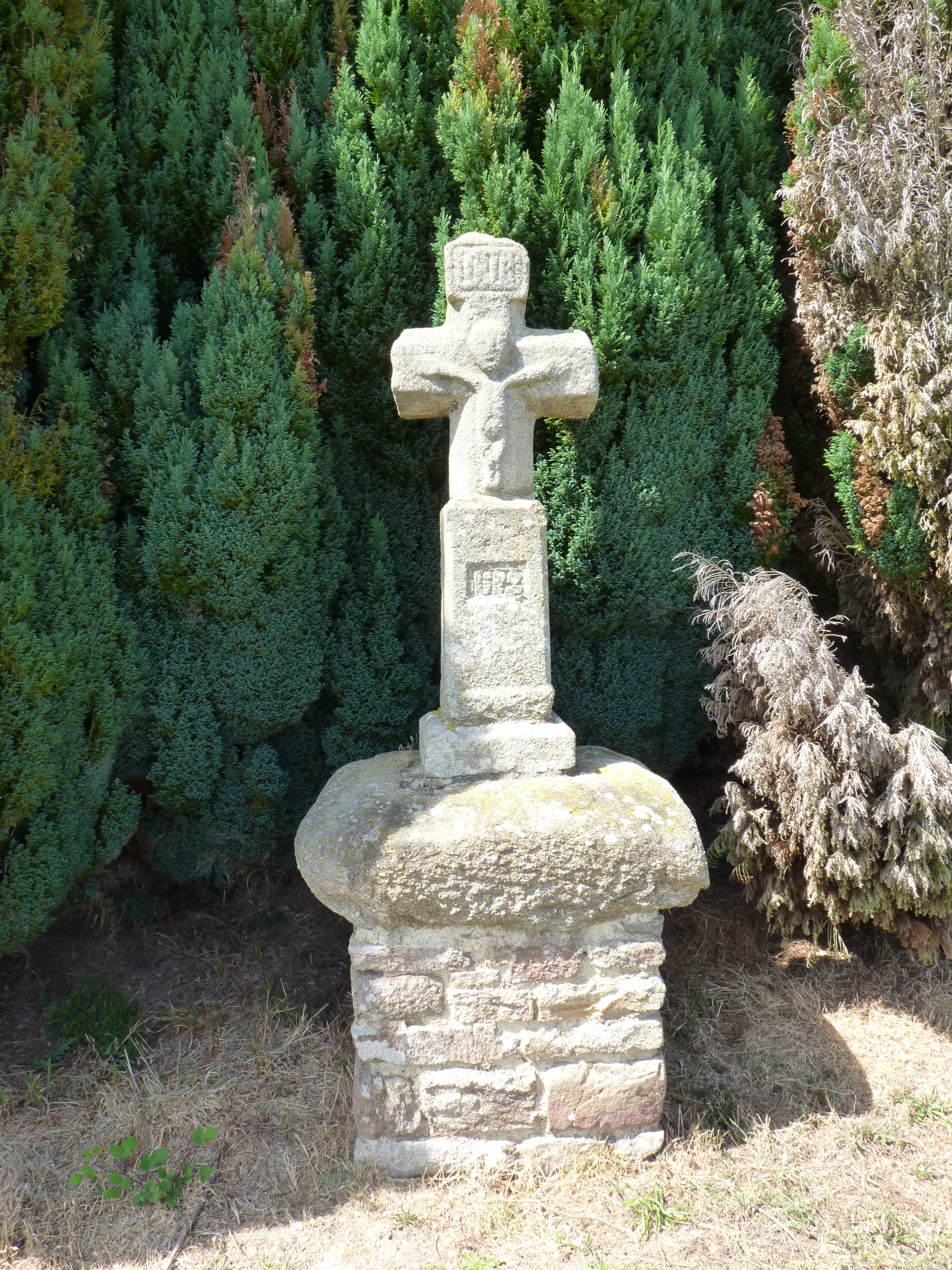

## Geschiedenis
De gemeente maakte deel uit van het kanton La Chèze totdat dit op 22 maart 2015 werd opgeheven en de gemeenten werden opgenomen in het kanton Loudéac. Op 1 januari 2016 fuseerde Plémet met de gemeente La Ferrière tot de commune nouvelle Les Moulins, die sinds 22 december 2017 weer Plémet heet.

## Geografie
De oppervlakte van Plémet bedraagt 40,9 km², de bevolkingsdichtheid is 71,8 inwoners per km².
De onderstaande kaart toont de ligging van Plémet met de belangrijkste infrastructuur en aangrenzende gemeenten.

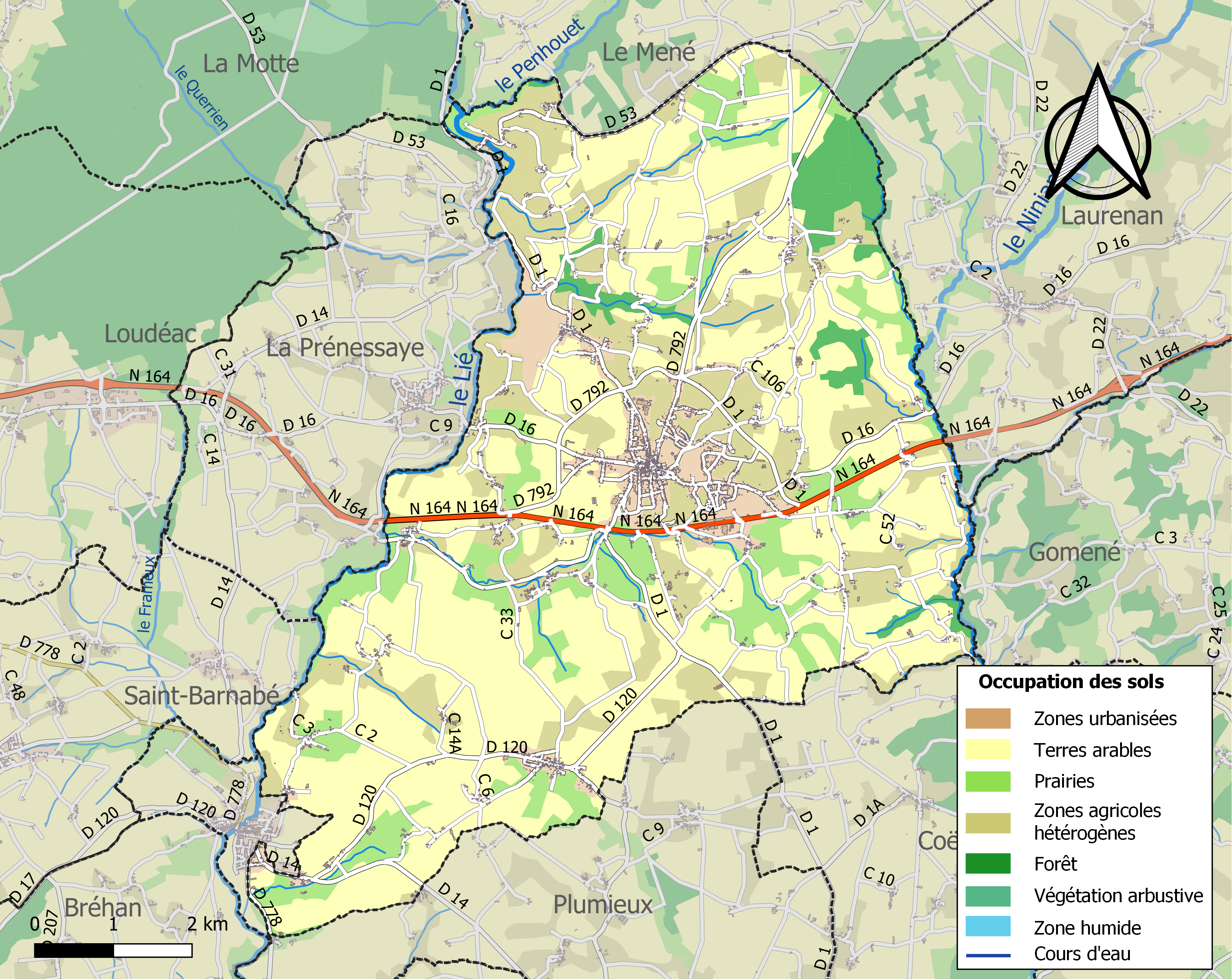

## Demografie
Onderstaande figuur toont het verloop van het inwonertal (bron: INSEE-tellingen).

1. ↑  Populations de référence 2022.